# Andrew McCollum
Pour les articles homonymes, voir McCollum.
Andrew McCollum (né le 4 septembre 1983 dans le comté de Los Angeles en Californie)  est un des cofondateurs du  réseau social Facebook. 
Ayant étudié à Harvard, il obtient son diplôme en sciences informatiques en 2007.